# Свердловина № 221
Джерело́ № 221 — гідрологічна пам'ятка природи місцевого значення в Україні. Розташована в межах міста Ужгорода Закарпатської області, на вулиці Фединця. 
Площа 0,3 га. Статус надано згідно з рішенням облвиконкому від 23.10.1984 року, № 253. Перебуває у віданні Ужгородської міської ради. 
Статус надано з метою збереження свердловини з мінеральною водою типу нарзан. Вода слабомінералізована вуглекисла гідрокарбонатна кальцієво-натрієва. 